# Titirídeos
Titirídeos (Tityridae) é uma família de aves da ordem Passeriformes encontrada na região neotropical.

## Taxonomia
Tradicionalmente, o gênero Laniocera era incluído na família Tyrannidae, os gêneros Iodopleura, Laniisoma, Tityra, Pachyramphus e Xenopsaris na família Cotingidae, e o Schiffornis na família Pipridae. Três deles, Tityra, Pachyramphus e Xenopsaris, foram posteriormente movidos para a Tyrannidae com base na morfologia do crânio e da siringe.
A existência do grupo (embora simplesmente tratado como clado) foi proposta em 1989 baseada na morfologia de várias características esqueléticas e da siringe. A confirmação da monofilia do grupo e a classificação como uma família distinta tem sido confirmada através de inúmeros estudos envolvendo DNA mitocondrial e DNA nuclear.

### Gêneros
- Oxyruncus[a] Temminck, 1820 (1 espécie)
- Onychorhynchus Fischer von Waldheim, 1810 (4 espécies)
- Myiobius Darwin, 1839 (4 espécies)
- Terenotriccus Ridgway, 1905 (1 espécie)
- Tityra Vieillot, 1816 (3 espécies)
- Schiffornis Bonaparte, 1854 (3 espécies)
- Laniocera Lesson, 1841 (2 espécies)
- Iodopleura Lesson, 1839 (3 espécies)
- Laniisoma Swainson, 1832 (2 espécies)
- Xenopsaris Ridgway, 1891 (1 espécie)
- Pachyramphus Gould & Gray, 1839 (17 espécies)